# István Géczi
István Géczi (* 16. März 1944 in Sajóörös; † 10. September 2018 in Budapest) war ein ungarischer Fußballspieler.

## Karriere

### Beginn und Lizenzspielervertrag
Géczi wurde während seiner Grundschulzeit als Viertklässler in die Schulmannschaft aufgenommen; aufgrund seiner Körpergröße natürlich als Torhüter. Erste Spiele ergaben sich regelmäßig gegen Mannschaften aus Schulen benachbarter Dörfer. Mit der Zulassung, die Eger Technical School of Economics, als Gymnasiast absolvieren zu dürfen, schloss er sich der Mannschaft der Sportschule Eger an. Im Jahr 1960 gehörte er einer Kreisjugendmannschaft an und im weiteren Verlauf erfolgte eine Einladung in die Jugendauswahlmannschaft 11, in die er 1962 dreimal und 1963 zweimal eingesetzt wurde. In einem Spiel der Auswahlmannschaft aus dem Komitat Heves, deren Torhüter er war, die gegen eine Auswahlmannschaft aus Süd-Budapest im Üllői út-Stadion mit 1:0 gewann, wurden Spielerbeobachter Budapester Vereine, wie bspw. Honvéd und Újpest Dózsa auf ihn aufmerksam.
József Mészáros, seinerzeit Trainer von Ferencváros Budapest, hatte mit einem späteren Telefonat Erfolg, ihn als entwicklungsfähigen Torhüter zu gewinnen. Er versprach nicht nur, sondern hielt sich an seine Versprechungen; am 1. Juli 1962 erhielt Géczi einen Lizenzspielervertrag. Fortan war er bis 1975 ausschließlich für diesen Verein aktiv. Sein erstes von fünf Saisonspielen in der Nemzeti Bajnokság, der höchsten Spielklasse im ungarischen Fußball, bestritt er am 26. August 1962 (4. Spieltag) bei der 0:2-Niederlage im Auswärtsspiel gegen Vasas Budapest. Vom 15. März 1964 bis zum 31. Oktober 1967 stand er 102 Mal ununterbrochen für seinen Verein im Tor; seine 309 Punktspiele waren bis zum Jahr 2018 Vereinsrekord für einen Schlussmann in der Liga. Sein letztes Punktspiel für Ferencváros Budapest bestritt er am 3. September 1975 (2. Spieltag) beim 4:0-Sieg im Heimspiel gegen den Salgótarjáni BTC; damit hatte er Anteil an der am Saisonende errungenen Meisterschaft 1976.
Während seiner Vereinszugehörigkeit gewann er fünfmal die ungarische Meisterschaft und zweimal den nationalen Vereinspokal. Des Weiteren kam er in allen seinerzeit bestehenden internationalen Pokalwettbewerben zum Einsatz. Im Wettbewerb um den Europapokal der Landesmeister 1965/66 sechs- und 1969/70 viermal, um den Europapokal der Pokalsieger 1972/73 vier- und 1974/75 neunmal, um den Messestädte-Pokal ab 1962/63 bis 1970/71 bei fünf Teilnahmen 27 Mal und seinem Nachfolger, dem UEFA-Pokal, 1971/72 sieben- und 1973/74 einmal. Dreimal erreichte er mit seiner Mannschaft ein Finale, doch nur am 23. Juni 1965 siegte er mit seiner Mannschaft; Juventus Turin wurde im Messestädte-Pokal mit 1:0 bezwungen.

### Nationalmannschaft
Géczi bestritt in einem Zeitraum von zehn Jahren 19 Länderspiele für die A-Nationalmannschaft, davon sieben in Freundschaft, jeweils fünf Qualifikationsspiele für die Europa- und Weltmeisterschaft, sowie zwei in der Endrunde der Europameisterschaft. Sein Debüt gab er am 11. Oktober 1964 im Népstadion beim 2:2-Unentschieden gegen die Nationalmannschaft der Tschechoslowakei mit Einwechslung für László Tóth in der 70. Minute. Bei der Weltmeisterschaft 1966 gehörte er zum Aufgebot, wurde jedoch nicht eingesetzt. Seine Mannschaft verlor als Zweiter der Gruppe C – die Seleção wurde zuvor überraschend und ohne den verletzten Pelé mit 3:1 bezwungen – das anschließende Viertelfinale gegen die Nationalmannschaft der UdSSR mit 1:2 und schied aus dem Turnier aus. Nachdem er mit seiner Mannschaft für die Endrunde der Europameisterschaft 1972 über die Gruppe 2 und über das Viertelfinale sich hatte durchsetzen können, bestritt er das am 14. Juni in Anderlecht mit 0:1-verlorene Halbfinale gegen die Nationalmannschaft der UdSSR und das am 17. Juni in Lüttich mit 1:2 verlorene Spiel um Platz 3 gegen die Nationalmannschaft Belgiens. Zum Kader der Olympiaauswahl gehörend, nahm er auch am olympischen Fußballturnier 1972 in München teil. In der Gruppenphase bestritt er alle drei Spiele der Gruppe 3, wie auch alle drei Spiele der Gruppe A in der Zwischenrunde. Beide Male als Sieger aus den jeweiligen Gruppen hervorgegangen, kam er auch am 10. September 1972 im Olympiastadion München in der Finalbegegnung mit der Olympiaauswahl Polens, die diese mit 2:1 gewann, zum Einsatz.

## Erfolge
- Vierter Europameisterschaft 1972
- Olympische Silbermedaille 1972
- Finalist Europapokal der Pokalsieger 1975
- Messestädte-Pokal-Sieger 1965, Finalist 1968
- Trofeo Teresa Herrera-Sieger 1970
- Ungarischer Meister 1963, 1964, 1967, 1968, 1976
- Ungarischer Pokalsieger 1972, 1974

## Sonstiges
Géczi schloss sein Studium der Wirtschaftswissenschaften an der Fachhochschule Eger im Jahr 1962 ab und erwarb 1969 einen Abschluss in Sportunterricht an der Budapester Hochschule für Leibeserziehung. Am 3. September 1975 beendete er seine aktive Karriere als Spieler und war unmittelbar danach als Torwarttrainer bei Ferencváros Budapest tätig. 1976 schloss er sein Studium als professioneller Trainer ab. 1984 promovierte er in Sport. Ab 1980 war er Vorstandsvorsitzender des Sportverbandes der Universität und ab 1984 der Abteilung für Leibeserziehung. Von 1990 bis 1997 war er stellvertretender Dekan der Universität für Gartenbau und Lebensmittelindustrie. Von 1985 bis 1990 war er Mitglied des Europäischen Parlaments. Auf der Grundlage von Géczis Vorschlag wurde der Jugend- und Sportausschuss des ungarischen Parlaments eingerichtet.
Géczi, Ehrenbürger des XV. Budapester Bezirks, Pro-Palast-Preisträger, Ritterkreuz des Verdienstordens der Republik Ungarn, Preisträger für Budapest und pensionierter Direktor des Jugend- und Sportzentrums des Bezirks XV, starb am 10. September 2018 im Alter von 74 Jahren.